# عبدالحمید ریاضی
عبدالحمید ریاضی (۱۳۲۷ در کازرون)، رئیس سابق و استاد و عضو هیئت علمی کنونی دانشگاه صنعتی امیرکبیر و همچنین رئیس اسبق دانشگاه شیراز و معاون اموزشی وزارت علوم و تحقیقات و فناوری بوده‌است. او یک دوره نیز رئیس انجمن ریاضی ایران بوده‌است.
وی دارای مدرک دکترای ریاضی محض از دانشگاه کلگری کانادا است و در دوره کارشناسی و کارشناسی ارشد ریاضی رتبه نخست را کسب کرده‌است. 
وی مولف ۵ کتاب در کارشناسی و کارشناسی ارشد است و دارای صد مقاله علمی در مجلات علمی و بین‌المللی مشهور داخل و خارج می‌باشد. او تاکنون استاد راهنمای ۱۲ دانشجوی دکتری و ۶۰ دانشجوی کارشناسی ارشد بوده‌است.وی استاد نمونه دانشگاه‌های شیراز و صنعتی امیرکبیر و نیز استاد نمونه کشوری می‌باشند. در حال حاضر مشغول تحقیقات در زمینه‌های ریاضیات، تاریخ ادیان و فلسفه در آمریکا می‌باشد.